# 園田安賢

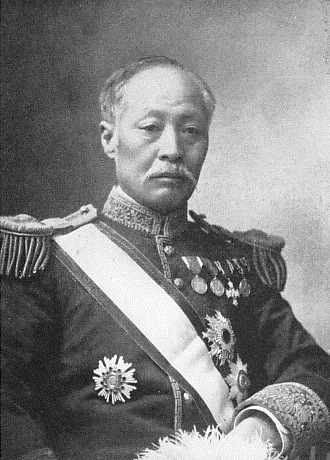
園田安賢

園田 安賢（そのだ やすかた、1850年10月6日（嘉永3年9月1日） - 1924年（大正13年）8月7日）は、幕末の薩摩藩士、明治から大正期の内務・警察官僚・政治家・実業家。貴族院議員、宮中顧問官、男爵。警視総監（第8代・第10代）、北海道庁長官（第8代）。

## 経歴
薩摩藩士・園田良右衛門の長男として生まれる。戊辰戦争には慶応4年5月（1868年）から北陸征討軍に伍長として従軍し、戦傷を受けた。明治4年10月（1871年）、東京府取締組組頭となり、さらに司法省大警部となり1874年2月に退官。徴集小隊半隊長として台湾出兵に従軍した。
1875年（明治8年）6月、警視庁14等出仕として再度、警察官となる。1877年（明治10年）4月、陸軍歩兵中尉兼警部として、西南戦争に抜刀隊巡査部隊の長として従軍し、戦傷を受けた。
1882年（明治15年）4月、石川県警部長に就任し、その後、石川県大書記官。警視庁二等警視兼内務少書記官に異動。1884年（明治17年）4月から1886年4月まで各国警察の状況視察のため欧米に出張し、帰国後その報告を『泰西見聞誌』として出版した。以後、警視庁第三局長、滋賀県書記官、警視副総監兼第三局長などを歴任し、1891年（明治24年）4月に警視総監に就任。1896年（明治29年）6月5日、男爵を叙爵し、同年9月に退官した。
1897年（明治30年）7月10日、貴族院男爵議員に選出され、1911年（明治44年）7月9日まで在任。1898年（明治31年）1月、警視総監に再任され、その後、北海道庁長官、宮中顧問官を歴任。
その後、帝国国債株式会社社長、共生銀行頭取を務めた。

## 栄典
位階
- 1886年（明治19年）7月8日 - 正六位[4]
- 1891年（明治24年）4月21日 - 従四位[5]
- 1896年（明治29年）
  - 4月10日 - 正四位[6]
  - 12月21日 - 従三位[7]

勲章等
- 1884年（明治17年）11月13日 - 勲四等旭日小綬章[8]
- 1891年（明治24年）6月27日 - 勲三等瑞宝章[9]
- 1895年（明治28年）10月31日 - 勲二等瑞宝章[10]
- 1906年（明治39年）4月1日 - 勲一等旭日大綬章[11]・明治三十七八年従軍記章[12]
- 1915年（大正4年）11月10日 - 大礼記念章（大正）[13]

## 著作
- 『泰西見聞誌』博聞社、1887年。

## 親族
- 長女 タツ（初代小樽区長金子元三郎に嫁ぐ）[14]
- 二男 園田実（海軍少将・男爵）[14]
- 二女 冨美子（第一ホテル創業者土屋計左右に嫁ぐ）[14]